# Флэк, Сара
Са́ра Флэк (англ. Sarah Flack) — американский киномонтажёр.

## Биография
Сара Флэк окончила Брауновский университет.
Сара начала свою кинокарьеру в 1991 году, выступив ассистентом монтажёра в фильме «Двойной удар». С 1996 года Флэк стала полноценным монтажёром и с тех пор работала более чем над тридцатью фильмами. Наиболее известна работой над фильмами режиссёра Стивена Содерберга. Сотрудничает с «Skouras Agency». Лауреат премии «BAFTA» (2004) за фильм «Трудности перевода», Прайм-таймовой премии «Эмми» (2011) и Премии Американской ассоциации монтажёров (2012) за фильм «Правдивое кино».

## Избранная фильмография
- 1991 — «Кафка» / Kafka
- 1991 — «Двойной удар» / Double Impact
- 1993 — «Дети свинга» / Swing Kids
- 1993 — «Сердце тьмы» / Heart of Darkness
- 1994 — «Чёрный Красавец» / Black Beauty
- 1995 — «Бремя белого человека» / White Man’s Burden
- 1996 — «Ромео + Джульетта» / Romeo + Juliet
- 2000 — «Ведьма из Блэр 2: Книга теней» / Book of Shadows: Blair Witch 2
- 2002 — «Во всей красе» / Full Frontal
- 2002 — «Фанатка» / Swimfan
- 2003 — «Трудности перевода» / Lost in Translation
- 2004 — «Ноябрь» / November
- 2005 — «Бакстер» / The Baxter
- 2006 — «Мария-Антуанетта» / Marie Antoinette
- 2007 — «Влюбиться в невесту брата» / Dan in Real Life
- 2009 — «В пути» / Away We Go
- 2010 — «Где-то» / Somewhere
- 2011 — «Правдивое кино» / Cinema Verite
- 2013 — «Элитное общество» / The Bling Ring
- 2014 — «Святой Винсент» / St. Vincent
- 2015 — «Очень Мюрреевское Рождество» / A Very Murray Christmas
- 2017 — «Роковое искушение» / The Beguiled